# きみはいい子
『きみはいい子』（きみはいいこ）は、中脇初枝による日本の連作短編集。児童虐待を題材に書き下ろし、2012年5月20日にポプラ社より刊行された。どこにでもある新興住宅街を舞台に、育児放棄や児童虐待を“される側”のみならず“する側”の問題にも焦点を当てて描く。第28回（2012年度）坪田譲治文学賞受賞作。呉美保監督により映画化され2015年に公開された。

## 概要
2010年の大阪2幼児置き去り死事件をきっかけに執筆された児童虐待をテーマとした作品。語り手は章ごとに異なるが、共通して描かれているのは区内最大の児童数を有し、窓から富士山が見える開校40周年間近の桜が丘小学校や、“パンダ公園”と呼ばれる烏ヶ谷（うがや）公園がある桜が丘という町での出来事。どこにでもあるような谷を埋めた新興住宅街を舞台 に、重いテーマを扱いながらも全ての作品が誰かの思いやりや言葉によって光がもたらされる優しい結末となっている。これには、人間どんなことが起こったとしても、同じ日・同じ時間・同じ場所にいる誰かがほんの少し関わるだけで、救ったり救われたりする可能性があるということを示したいという著者の思いが込められている。
育児放棄や虐待を“される側”だけでなく“する側”の心の問題にもスポットを当て、丁寧に描いたことで反響を呼んだ。書店員らの間でも話題となり、有志の書店員によって「きみはいい子応援会」なるものも結成され、2012年6月30日放送の『王様のブランチ』でも紹介された。2012年に静岡書店大賞、2013年に第28回坪田譲治文学賞を受賞した。同年の本屋大賞は第4位。
同じ桜が丘を舞台として共通する世界観で描かれた『わたしをみつけて』が2013年に刊行された。

## 収録作品

### 「サンタさんの来ない家」
あらすじ
桜が丘小学校に赴任した教師2年目の岡野匡は、1年生の担任となる。最初は順調に滑り出したものの、下校途中にクラスの男の子3人が民家の呼び鈴を鳴らして逃げたり、女の子が教室でおもらしをしてしまったりと次第に問題が起き始める。民家のおばあさんは笑って許してくれたが、女の子の保護者からは「先生が怖くて言い出せなかったせいだ」と言われ、岡野は学年主任や副校長らから注意を受ける。しかし言われるがまま、いつも微笑んで怒らず怖がらせないことを徹底したところ、授業中にトイレに行く子が続出、次第に誰も席につかなくなり6月にはクラスは崩壊してしまう。それでもなんとか1年をやり過ごし、次の年は4年の担任となった岡野だったが、陰でクラスメイトを非難する紙が回っていたり、力を持つ子がグループの長となって特定の子をいじめていたりとクラスはやはり問題を抱えていた。そんな中、岡野は学校が休みなのにも関わらずうさぎ小屋の前にずっと佇む神田さんを見つける。彼は親が給食費を一切払っておらず、クラスでもそのことでからかわれていた。雨が降っても帰ろうとしない神田さんに事情を聞くと、父親に「5時までは絶対に家に帰ってくるな」と言われていることがわかる。「僕がわるい子だからお父さんは怒るし、僕の家にはサンタさんが来ない。」と言う神田さんに、岡野は「そんなことないよ。神田さんはいい子だよ。」と必死で伝える。しかし実際に彼を家まで送って問題の父親と対面し、閉じられたドアの奥で彼が虐待されているのを感じても、それ以上踏み込むことまではできなかった。自宅に帰り、自分の悩みにしっかり耳を傾けてくれる家族と過ごした岡野は、「自分はこんなに恵まれているのに」と神田さんを不憫に思い、自身の行動を反省する。なんとかしたいと痛切に思った岡野は自分の父親の言葉をヒントに、翌日、生徒達に「家族に抱きしめられてくること」という宿題を出す。

登場人物
岡野 匡（おかの ただし）
教師になって2年目。大学を出て初めて着任した桜が丘小学校で1年生を受け持つ。県立高校から指定校推薦で入った私立大学の学部がたまたま教育学部であり、ピアノ教室経営の母親の影響でピアノが演奏できたため、それが優位に働き競争率も低いと考え小学校教諭を志望した。
父・母・姉と4人暮らし。父親は元商社マン。10歳年上の姉は留学先で知り合ったアメリカ人と結婚したが、暴力をふるわれたために5歳の娘を置いて出戻り、現在離婚調停中で、本人は旅行代理店に勤めている。
「うそつき」や「こんにちは、さようなら」にもちらっと登場する。
校長
桜が丘小学校の女性校長。髪を真っ黒に染めて白粉を塗りたくっているため年齢不詳だが、定年に限りなく近そうに見える。
副校長
桜が丘小学校の副校長。頭はバーコード状態。1年生の背丈まで岡野をしゃがませ、1年生から見た大人の大きさを優しく諭す。
おばあさん
桜が丘小学校の通学路にある家に住んでおり、毎年のように児童にピンポンダッシュをされるが、怒ることもなく「こどもは元気なのが1番」と笑う。
「こんにちは、さようなら」で「あきこ」としてメインで登場する。
清水（しみず）
岡野が4年で担当するクラスの女子生徒。色白で髪の長く、きれいな顔立ちをしている。どちらかというとおとなしく、中休みは本を読んでいることが多い。
大熊（おおくま）
岡野が4年で担当するクラスの男子生徒。体が大きく、時にいじめなどのやんちゃな面も目立ち、男子の中心にいる。勉強はできないがサッカーはうまい。父親がおらず、3人の弟たちとは母親が異なる。
「うそつき」でもちらっと登場する。実は学校での怪我を家に帰っても親に全く手当してもらえていない。
星（ほし）
岡野が4年で担当するクラスの女子生徒。大人っぽく、派手な女子グループの代表で、いつもミニスカートを履いている。清水を率先していじめる。
「うそつき」でもちらっと登場する。母親がおらず、参観日にはいつも祖母が来ていたが、実は自宅に赤ちゃんの頃の写真が1枚もない。
櫻井（さくらい）
個別支援学級の男子生徒。漢字の読み書きやかけ算や割り算はできないが、「こんにちは、さようなら」と挨拶はきっちりできる。
「こんにちは、さようなら」にメインで登場する。
神田（かんだ）
岡野が4年で担当するクラスの男子生徒。2年の後期の途中で東京から引っ越してきた。クラスの中でも小さい方で、目もくりくりなため最初は女の子に思われることもある。まつげは長くて濃いが、身体は細くてうすっぺらく、存在感も薄い。給食を率先しておかわりするが、親は給食費を1年から4年まで一度も払ったことがない。季節に合わない服を着ていることも多く、上履きも洗った形跡がない。兄弟はおらず一人っ子。母親は忙しく、参観日はおろか個人面談も懇談会にも来たことがない。
神田の父
血のつながりはない。眉間と唇の上下とあごに銀色のピアスをしていて、いかにも柄の悪そうな男。仕事はしておらず、家にいて寝ているかパチンコをしているかのどちらかである。

### 「べっぴんさん」
あらすじ
「あたし」はいつものようにあやねを連れて、同じママ友達が集う烏ヶ谷公園（通称：パンダ公園）へ行く。ここではみんなが常にニコニコとしていて、自分の子供がどんなことをしても怒らないが、それはきっと表向きの姿だと「あたし」で、「あたし」が家に帰って、1日の行動を思い出して「これはブランコに割り込んだ分」「これはお砂場道具を片付けなかった分」と、あやねの髪をつかんでひきずったり太ももを叩いたり、背中を蹴ったりしているみたいに、きっとどのママも同じことをしているに違いないと思っている。その根拠は「あたし」のママも「あたし」に同じことをしてきたからである。しかしママ友の一人であるはなちゃんママはそんな「あたし」の神経を逆撫でするかのようにいつでもどんな時でも穏やかで、「あたし」やあやねを「べっぴんさん」と褒めるなどするため、「あたし」はいつもイライラしている。ある日、あやねがはなちゃんママに、「あたし」とお揃いのブーツを見せると言って、「あたし」が止めるのも聞かずに公園に履いていき、案の定つま先を壊してしまう。謝るあやねを見かねたはなちゃんママは、直してあげると自宅に誘う。「あたし」は仕方なくあやねの身体にできた痣を隠すためにタイツやタートルネックをあやねに着せ、はなちゃんママ宅を訪れる。あやねが暑いと言って服やタイツを脱ぎ始めて「あたし」は肝を冷やすが、にぶいはなちゃんママは痣に気づかないと思い直す。しかしあやねがスポンジボールを投げて紅茶のカップを割り、「あたし」が思わず椅子から立ち上がった時、あやねはものすごい勢いで頭をかばい、「ごめんなさいごめんなさい」と連呼した。「大袈裟なんだから」と必死にとりつくろう「あたし」の姿を見たはなちゃんママは、「虐待されてたんでしょ？あたしもだよ。だからわかる、辛かったよね。」と、あたしに抱きついて泣く。

登場人物
あたし
あやねの母。専業主婦になって3年。夫はタイのバンコクに赴任中。はなちゃんママと同い年で、同じマンションの4階のエレベーターホールをはさんで7軒はなれた部屋に住んでいる。
夫が一時帰国する前日、あやねが10か月の時以降、何かと理由をつけてあやねに手をあげてしまう。自らも母親に児童虐待を受け、「自分は世界で1番悪い子」だと思いながら育ってきた。DVが起こる原因は女性が自立していないからだと思っていたため、勉強して奨学金で大学を出て、東京の化粧品会社に就職。結婚する気もなく子供もいらないと思っていたが、取引先の会社に勤めていた今の夫と仲良くなり、「子供がいなくてもきみさえいればいい」と言われたため結婚した。しかしいざ結婚すると夫は「子供がほしい」と言い出したため、3年悩んだ末にあやねを産んだ。胎盤剥離の可能性で妊娠中期から入院したため仕事の引き継ぎがうまくいかず退職した。母親はお酒を飲んだ知らない男の車に乗り、赤信号の交差点につっこんで一緒に亡くなった。
あやね
「あたし」の3歳の娘。外でなら怒られないのがわかっているため、外でのみ「あたし」に話かける。「あたし」と2人になると、いつも胸の前で手を組み、叩かれてもすぐにかばえるようにしている。
はなちゃんママ
はなちゃん（赤ちゃん）とひかるくん（3歳）の母。「あたし」は笑顔がわざとらしいと思っている。ママ友の中では一番野暮ったく、数年前のユニクロのフリースや食パンのシールを集めたらもらえるフリースケットを使い、ミスタードーナツの景品のストライプ柄のかばんを持つ。各スーパーの特売の日にも詳しい。白髪が目立ち、自分のことを当たり前のように「おばちゃん」と呼ぶ。人に近づいて話す癖がある。
高知出身。働かず酒に溺れる父親から虐待を受けていたが、近所の在日コリアンのおばあちゃんにかばわれ、いつも「べっぴんさん」と言われていた。しかし、おばあちゃんは後に海に飛び込んで自殺してしまった。
こうやくんママ
ゆうやくん（4歳）とその弟のこうやくんの母。すらりとした長身で、ロングヘア。兄弟が喧嘩をしても鷹揚に笑うが、咄嗟にきつく子供を叱ってしまうことがある。
りえちゃんママ
みんなに自家製のお菓子を配る。

### 「うそつき」
あらすじ
4月1日生まれでクラスで1番小さい優介には「ゆうくんルール」が適用されており、順番を守らなくても、席に座らず先生のそばにいても許されてるようになっている。母親のミキは「ゆうくん、特等席ね。」などとのんきだが、父親である杉山は「この子にしてこの親あり」と言われないよう、学校行事にも積極的に参加し、自治会の役員やPTAの会長なども引き受けていた。面倒見のいいタイプの子に囲まれ、何かと世話をされて学校生活を送ってきた優介だったが、高学年にもなると、さすがに誰からもお呼びがかからなくなる。しかしそんな優介が、5年生の夏休み明けに転校してきただいちゃんを家に連れてくる。杉山もミキも気に入り、それからだいちゃんはしょっちゅう杉山家に遊びに来たが、逆にだいちゃんの家に優介が行くことは決して無かった。それについて優介は、「だいちゃんが、“お母さんを殺した人が継母になって、今度は自分を殺そうとしてご飯を食べさせてくれない”なんて嘘を言うんだ。」と言う。優介は嘘だと信じているようだったが、杉山もミキも、だいちゃんの笑顔の裏には何があってもおかしくないと思っていた。そしてその通り、杉山は個人面談を待つ廊下でだいちゃんの継母と出くわしたり、PTAの定例会議でだいちゃんの家から男の子がひどくどなられたり叩かれている音や声が聞こえて心配だという相談を受ける。家に帰った杉山はミキと話し、自分達が白雪姫（だいちゃん）を幸せにする7人の小人になろうと決心する。優介、妹の美咲、そしてだいちゃんを含めて5人で様々な場所へ出かけ、この楽しかったひとときの記憶がこれからのだいちゃんの一生を支えて救ってくれますようにと杉山は祈る。

登場人物
杉山
優介の父。横浜駅からはずいぶん離れた、父の代までは烏ヶ谷（うがや）と呼ばれていた駅前のアパートを建て替え、今は桜が丘と呼ばれる住宅街に土地家屋調査士事務所を開業して15年になる土地家屋調査士。私立大文学部卒で、土地家屋調査士の試験には3回落ちた。妻のミキが優介に同調してしまうため、周りに謝るのが仕事になっている。
子供の頃は「たっくん」と呼ばれており、「うばすて山」にもちらっと登場する。
ミキ
杉山の妻で優介の母。40歳過ぎ。裏表がなく、本心しかない。両親も能天気で、名前がカタカナなのは漢字をどうするか迷っているうちに時間切れになってしまったから。じゃんけんをすると最初にグーしか出さないが、本人は気づいていない。いつでも優介の味方で、優介が問題をおこすと、優介と一緒になって泣いたり怒ったりする。
国立大法学部卒業。教員免許をもち、就職してから受けた司法書士試験も一発合格だった。法律事務所で働いていたが、現在は杉山の事務所を手伝っている。
優介
4月1日生まれの早生まれであるため、クラスで1番小さく、順番に並んだり先生から離れて話を聞くことができない。じゃんけんは最初にいつもチョキを出すが、本人は気づいていない。
美咲
優介の妹。ミキゆずりの大きな目をしている。自分のことを「みいちゃん」と呼ぶ。要領が良い。
山崎 大貴
優介が5年生の時の夏休み明けに宮城県の仙台から引っ越してきた男の子。優介より一回り大きい。優介には「だいちゃん」と呼ばれている。杉山家の最寄駅より1駅横浜側の駅のそばの賃貸マンションに住んでいる。
大貴の母
大貴と血は繋がっておらず、まだ20代ではないかと思うくらいの若さ。髪は茶色くウェーブがかかっている。杉山と同じくらい背が高い。
菊地夫婦
杉山の顧客。自治会の役員を通して知り合う。退職して10年経つ東北なまりのある老夫婦。黒いラブラドールレトリバーのラッキーという犬を飼っているため、美咲も優介も「ラッキーのおじさん」として認識している。夫の方は自治会の役員だけでなく消防団にも入っている。
玉野夫婦
菊地夫婦と土地の境界について争っている。奥さんは妊娠中。
酒井
桜が丘小学校の校外委員長。だいちゃんと同じマンションに住んでいる。でっぷりと肥えている。子供は5人。
阿見
桜が丘小学校の広報委員長。だいちゃんの向かいの家に住んでいる。
もっちゃん
杉山が子供の頃1番仲が良かった近所の団地に住んでいた男の子。苗字は同じく杉山。遠い親戚でもあるらしい。

### 「こんにちは、さようなら」
あらすじ
通学路のそばに1人で住んでいるあきこは、いつも「こんにちは、さようなら」と挨拶してくれる子のおかげで、自分がこの世に生きていることを実感できている。他にも、春になると毎年のように1年生が呼び鈴を鳴らして逃げていき、一度、若い男の先生が謝りに来たこともあったが、それが今年だったか去年だったかはわからないほど、最近のあきこの記憶は曖昧になっている。ある日、当然お金を払ったつもりでスーパーマーケットを出ると、「お会計がまだです、おばあちゃん。」と声をかけられる。家族がいるかと聞かれ、1人暮らしだと答えると、お金を払うだけで解放してもらえた。後日また買い物に行き、見張られていることを感じながら支払いをすませ、家に帰るといつも挨拶してくれる男の子が家の前を俯いてゆっくり歩いていた。声をかけると、拙い口調で鍵を落としたから（あきこの）鍵を貸して欲しいと言う。あきこはこの家の鍵では男の子の家の鍵は開かないことを教え、彼を家に招き入れる。あきこは櫻井弘也と名乗ったその子にようかんを食べさせ、お手玉をして遊び、5時になったところで家に電話して母親に知らせる。迎えにきた母親は、あきこがスーパーマーケットで支払いを忘れた際に声をかけてきた店員だった。「この子には障害があります。ご迷惑をおかけしました。」と丁重に謝る母親に、「障害なんて、何かの間違いじゃないかしら。この子はいつもきちんと挨拶してくれるのよ。こんなにいい子はいないわ、ずっとお母さんをうらやましく思っていたの。」と伝えると、母親はそんなことを言われたのは初めてだと言って泣き出す。そして弘也が他人の気持ちを理解できず、顔には表情が無くまともな会話もできないため、叩いたり、一緒に死にたいと思ったことなどを泣きながら打ち明ける。

登場人物
あきこ
桜が丘小学校の通学路沿いにある両親が残した家に1人で住む80歳を超えた老女。女学生の頃は学徒動員で学校にはほとんど通わず、製靴工場でキャラメル作りをしていた。空襲で弟を亡くしている。戦後に見合いで結婚したが、すぐに離婚し、その後は父親の会社で帳簿をつける仕事をしていた。
櫻井 弘也（さくらい ひろや）
「こんにちは、さようなら」と必ずあきこに挨拶していく男の子。色が白く、黒い目がくりくりとしている。桜が丘小学校4年2組。
弘也の母
スーパーマーケットの店員。弘也の障害がわかった時に夫が出て行ったため、1人で弘也を育てている。

### 「うばすて山」
あらすじ
雑誌の編集長として働き、都内で1人暮らしをしているかよは、妹のみわから、認知症の進んだ母親を施設に入れる準備の期間だけあずかってくれないかという電話を受ける。いつも自分に対してだけ呼び捨てで、自分にだけ怒り、虐待をしてきた母親の記憶しか無かったため断ろうと思ったが、首を絞められた時に助けてくれたみわのために、かよは我慢してOKする。当日、みわが母親を連れてきたが、母親はすでにかよのことを覚えておらず、自分を「ふうちゃん」と呼び、お友達のかよちゃんの家にお泊りするのだと思っていた。あれだけ虐待して人前でだけいい母親を演じていたくせに、その頃のことは全て忘れて子供の頃に戻ってしまっている母親を見て、やるせなくなったかよは泣いた。預かっている間、母親は「ここどこ？」「おねえちゃん、だれ？」「おかあちゃんは？」「ごはんまだ？」を延々と繰り返し、粗相をする。心配して電話をかけてきたみわから、母親も実は養女でいじめられて育ったことを聞かされるが、それでもやはり自分だけが幸せだった6歳の記憶の中にいる母親が許せないかよは「ふうちゃんなんか、だいっきらい。」と言ってしまう。そして迎えにくるというみわを待つことができず、子供の頃は決してつないでくれなかった手をつなぎ、母親を送っていくことにする。その途中、かよは手を放して自分だけ電車を降りようとするが、結局実行することはできず、母親が捨てた記憶を自分は決して捨てないと決意する。

登場人物
かよ
アラフォー世代へ向けた新しい雑誌の編集長。40を過ぎているが、結婚も出産もしていない都内マンション暮らしのシングル。父親似で色黒で目がぎょろりとしている。母親に虐待されて育った。
みわ
5つ違いのかよの妹。結婚しているが夫の達夫は海外赴任のため、育ち盛りの小学生2人を1人で育て、母親の世話もやってきた。母親に似て切れ長の目で、色が白い。35歳になったばかりで化粧気は無い。横浜在住。姉と違い、虐待された記憶はない。
中田 文子（なかた ふみこ）
みわとかよの母。認知症がすすんでいる。夫は何年も前に亡くなっている。埼玉の日高生まれで、かよを産む前までは小学校の教師をしていた。父親を戦争で亡くし、6歳の時に養女にやられた先でいじめられて育った。
もっちゃん
かよが小学生の時に住んでいた団地の三号棟・208号室に住んでいた1学年上の男の子。かよと登校班が一緒で、班長だった。かよが家から閉め出されていると、もっちゃんの母親が家にあげてくれた。父親はアメリカ人で、黒い肌と縮れた髪をしていた。
たっくん
もっちゃんと仲が良く、かよとも遊んでいた。

## 書籍情報
- 単行本：ポプラ社、2012年5月17日、ISBN 978-4-59-112938-8
- 文庫：ポプラ文庫、2014年4月4日、ISBN 978-4-59-113975-2

## 映画
呉美保監督により映画化され、2015年6月27日に公開された。主演は高良健吾、ヒロインは尾野真千子。
原作の短篇集の中から「サンタさんの来ない家」「べっぴんさん」「こんにちは、さようなら」の3篇に焦点を当て、虐待、ネグレクト、いじめ、学級崩壊などの現代社会が抱える問題を、問題を抱えた大人と子どもの群像劇として描く。

### あらすじ
桜ヶ丘小学校の新米教師である岡野匡（おかのただし)は日々、生意気な４年生の担任児童らや主張の強い親たちに振り回されている。
団地に住む水木雅美は、幼い娘のあやねの些細なミスも許せず、他人が見ていない所ではヒステリックに怒鳴って娘を叩き、そんな自分に自己嫌悪を抱いている。
小学校の近くに住む孤独な老婦人の佐々木あきこは認知症の症状が出始め、スーパーでレジを通り忘れて店員の櫻井和美に捕まった。
和美の息子の弘也（ひろや）は発達障害で小学校の特殊学級に通っているが、下校時に家の鍵を失くし、あきこの家の前でパニックを起こした。あきこから連絡を受けて息子を迎えに行き、自分が万引き犯として捕まえた相手だと知って驚く和美。息子の障害で、いつも気が張り詰めている和美は、あきこに「いい子だ」と誉められ、感情が溢れて泣き出した。
岡野匡のクラスには、母親のヒモで働かない男に虐待されている神田ゆうたという生徒がいた。学校で問題にしようとしても、ゆうたが否定するので動くことが出来ず、歯がゆい岡野。言うことを聞かないクラスの生徒たちに、岡野は「親に抱きしめてもらう」という宿題を出した。いつも身勝手な生徒たちが、この日は「温かい気持ち」について真剣に話し合った。
水木雅美は親に虐待されて育った過去があるために、自分も娘を虐待していた。ママ友の大宮陽子に「私も虐待された」と打ち明けられ、心がほぐれる雅美。
ある日の放課後、特殊学級で開かれている「お楽しみ会」で、弘也(ひろや)が母親やあきこの前で穏やかに歌う姿を見た岡野匡は、担任として覚悟を決め、ヒモの男と対峙すべく、ゆうたの家に乗り込んで行った。

### キャスト
- 岡野匡（おかのただし） - 高良健吾
- 水木雅美（みずきまさみ） - 尾野真千子[14]
- 大宮陽子（おおみやようこ） - 池脇千鶴[15]
- 大宮拓也（おおみやたくや） - 高橋和也[15]
- 佐々木あきこ（ささきあきこ） - 喜多道枝
- 丸山美咲（まるやまみさき） - 黒川芽以
- 岡野薫（おかのかおる） - 内田慈
- 田所豪（たどころごう） - 松嶋亮太
- 櫻井弘也（さくらいひろや） - 加部亜門
- 櫻井和美（さくらいかずみ） - 富田靖子
- 水木あやね（みずきあやね）[16][17] - 三宅希空[18]
- 神田雄太 - 浅川蓮[17]

### スタッフ
- 監督 - 呉美保[14][19]
- 原作 - 中脇初枝
- 製作 - 川村英己
- プロデューサー - 星野秀樹
- 脚本 - 高田亮
- 音楽 - 田中拓人
- メインテーマ - 「circles」 Takuto Tanaka featuring Vasko Vassilev
- ラインプロデューサー - 野村邦彦
- キャスティング - 石垣光代
- 撮影 - 月永雄太
- 照明 - 藤井勇
- 録音 - 吉田憲義
- 美術 - 井上心平
- 編集 - 木村悦子
- VFX - 菅原悦史
- 衣装 - 兼子潤子
- ヘアメイク - 石邑麻由
- アクションコーディネーター - カラサワイサオ
- 助監督 - 松尾崇
- 特別支援学級監修 - 斎藤美佳、績賢輔、加藤朱美、米通佳那
- 医療監修 - 高木佐知子、角中裕子
- アシスタントプロデューサー - 原田浩行
- ポスプロ - アクティブ・シネ・クラブ
- ラボ - IMAGICA
- インターンシップ協力 - 小樽商科大学
- 特別協力 - 小樽市、小樽フィルムコミッション、EGG、劇団フルーツバスケット
- 配給・制作プロダクション - アークエンタテインメント
- 宣伝 - シャントラパ / 太秦
- 製作 - 「きみはいい子」製作委員会（アークエンタテインメント、日活）

### 製作
監督の呉は『そこのみにて光輝く』の企画を進めていた頃に映画化前提で原作に出会ったが、様々な社会問題が描かれる中での登場人物たちそれぞれに感じた“オーバーではない一歩”を映画にしてみたいと思い、依頼を受けた。そしてどれか一つだけでも作品になりそうな社会問題のテーマをあえて全部描くことが使命だと感じたという。
高良が演じる教師の岡野、尾野が演じる主婦の雅美、そして喜多道枝が演じる独居老人のあきこの3人の生活が交互に描かれ、交錯することはないものの同じ街で同じ時間を共有している様がわかる構成となっている。これは脚本を担当した高田亮のこだわった部分であり、群像劇でよくあるような最後に出会うという展開にもしないよう、それぞれが生きている時間を終始考えながら制作された。
撮影は2014年6月下旬に北海道・小樽市でクランクイン。あえて観光名所ではなく、どこにでもありそうな町と風景にこだわって撮影された。娘を虐待してしまう母親を演じた尾野真千子は、子役がトラウマにならないよう実際には叩かずに自分の手や助監督の脚を叩くようにするだけでなく、カットがかかるたびに映画のテーマ同様“抱きしめる”ようにし、時には一緒に『アナと雪の女王』ごっこをするなど、撮影には配慮していたという。また、自分自身も実家に帰った時は両親とハグをしていることを2015年6月7日に行われた完成披露会見の場で明かした。

### 封切り
2015年6月27日、テアトル新宿他全国33スクリーンで公開された。同日に公開された11本の映画の中での満足度ランキング（「ぴあ」調査による）では1位を記録した。

#### 関連商品
- きみはいい子 オリジナル・サウンドトラック（2015年6月24日発売、DIAA）
- きみはいい子 DVD/Blu-ray（2016年1月20日発売、ポニーキャニオン）[28]

### 作品の評価
文部科学省特別選定作品（青年向き、成人向き、家庭向き）に選ばれる。
劇場公開に先立ち、2015年6月19日から26日まで開催された4大映画祭の1つである第37回モスクワ国際映画祭・コンペティション部門に邦画で唯一出品され、最優秀作品賞（グランプリ）の受賞は逃したものの、外部団体のNETPACより贈られるNETPAC賞（最優秀アジア映画賞）を受賞した。また、第7回TAMA映画賞でも最優秀作品賞を受賞。第25回日本映画プロフェッショナル大賞のベストテンでは第9位。
個人の受賞としては、高良健吾が第28回日刊スポーツ映画大賞・石原裕次郎賞で主演男優賞を受賞（『悼む人』と合わせて）。
映画ジャーナリストの鈴木元は、「現代の社会問題を扱いながら、心は徐々に温かい気持ちで満たされていった。呉美保監督は病巣をえぐるのではなく、問題を抱える人々の苦悩を周囲の愛で包み、新たな一歩を踏み出す勇気を示した。」と、本作が呉監督の新たな代表作になったと評価した。